# Rauch (Adelsgeschlecht)

Wappen derer von Rauch

Rauch ist der Name eines preußischen Adelsgeschlechts, das auf den Generalmajor Bonaventura von Rauch zurückgeht.

## Geschichte
Die preußische Adelsfamilie Rauch beginnt mit dem Generalmajor Bonaventura von Rauch (1740–1814).
Der Ahnherr der preußischen Rauch wuchs als Vollwaise im oberbayerischen Peterskirchen bei Altötting, in Straubing, Dresden und Bayreuth auf. 1756 nahm ihn Herzog Karl I. von Braunschweig-Wolfenbüttel zunächst als Page und später als Ingenieuroffizier in seine Dienste. Auf Empfehlung von Generalfeldmarschall Herzog Ferdinand von Braunschweig und mit einer persönlichen Instruktion König Friedrichs des Großen wechselte Bonaventura von Rauch 1777 in die preußische Armee. Seitdem führte er und führen seine Nachkommen unbeanstandet das Adelsprädikat. 1857 und 1879 wurde den Brüdern Adalbert von Rauch, k. k. Oberleutnant, und Franz von Rauch, k. k. Rittmeister i. R., die preußische Adelsbescheinigung erteilt. Die Abteilung für adelsrechtliche Fragen Berlin bestätigte den preußischen Rauch die Nichtbeanstandung ihrer Adelsführung mit Beschluss vom 5. Februar 1927.

Bis zum Ende der Monarchie in Deutschland diente die Mehrzahl der Söhne aus der Familie Rauch als Offiziere. Bonaventura von Rauch und drei seiner Söhne begannen ihre Militärkarriere im preußischen Ingenieurkorps als der damals modernsten Waffengattung. Seine beiden jüngsten Söhne Friedrich Wilhelm von Rauch und Albert von Rauch wechselten in das traditionsreiche 1. Garde-Regiment zu Fuß. Die Söhne der nachfolgenden Rauch-Generationen traten nahezu ausschließlich in das 1. Garde Regiment, das Regiment der Gardes du Corps, weitere Garderegimenter und in die Traditionsregimenter der Kavallerie ein. Viele Offiziere der preußischen Rauch wurden im Generalstab verwendet und stiegen als Generäle und Oberste in militärische Spitzenverwendungen auf, allen voran der Heeresreformer Gustav von Rauch als preußischer Kriegsminister und General der Infanterie. In Erinnerung an diesen Minister und General erhielt das Pionier-Bataillon von Rauch (1. Brandenburgisches) Nr. 3 seinen Ehrennamen. Es war in Torgau, später in (Berlin-)Spandau und Brandenburg an der Havel stationiert.

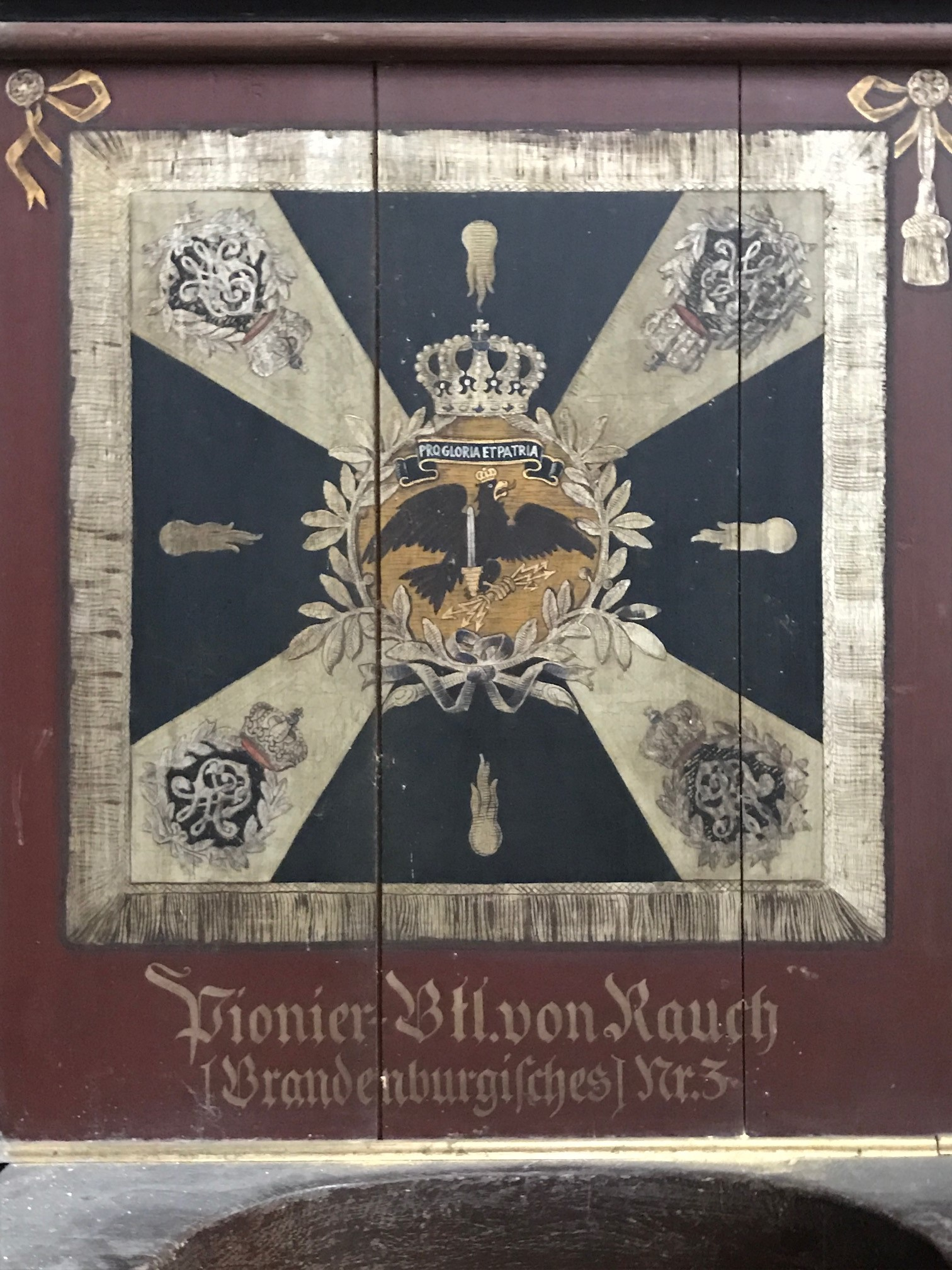
Truppenfahne des Pionier-Bataillons von Rauch (1. Brandenburgisches) Nr. 3 im Chorgestühl der St. Katharinenkirche zu Brandenburg an der Havel

Im Anschluss an ihren Offiziersdienst war eine Reihe von Söhnen der Rauch-Familie in leitender Position am Hof der preußischen Könige und deutschen Kaiser sowie an den Höfen von Familienangehörigen der regierenden Hohenzollern in Berlin, Potsdam und Plön tätig. Ebenso wirkten viele Töchter und eingeheiratete Ehefrauen der Rauch als Hofdamen an den Höfen der Hohenzollern bzw. ihrer Familienangehörigen in Berlin, Potsdam, Schwerin, Neustrelitz, Meiningen und Sankt Petersburg. Andere weibliche Familienangehörige waren lange Zeit im kirchlichen und sozialen Bereich tätig.
Seit 1788 bilden die Städte Berlin und Potsdam den Lebensmittelpunkt für viele Angehörige der Familie Rauch. Minister und General der Infanterie Gustav von Rauch wurde 1840 der 16. Ehrenbürger der Stadt Berlin. Die Senatsverwaltung des Landes Berlin hat 2005 das Ehrengrab Gustav von Rauchs auf dem Invalidenfriedhof wieder errichtet.
Mit dem k. u. k. Major Franz von Rauch (1828–1911) und seinem Bruder, dem k. u. k. Oberst Adalbert von Rauch (1829–1907), bildete sich ein böhmischer Zweig der Familie Rauch. Er erlosch 1946.

## Besitzungen
Die preußische Rauch-Familie verfügte über keine angestammten Besitzungen.
Franz von Rauch erbte von der jüngeren Schwester seiner Mutter Amélie, geb. von Levetzow, Bertha Freifrau Mladota von Solopisk geborene von Levetzow (1808–1839), in Nordböhmen das Gut Netluk (Pnětluky) bei Aussig (Ústí nad Labem). Sein Bruder Adalbert von Rauch erhielt aus dem Erbe der älteren Schwester seiner Mutter, Ulrike von Levetzow, das Gut Trziblitz (Třebívlice) im Bezirk Leitmeritz (Litoměřice). Er und seine Kinder sicherten den Nachlass Ulrike von Levetzows und die Erinnerungen an die Begegnungen Johann Wolfgang von Goethes mit ihr und ihrer Familie. Das Gut Trziblitz wurde 1901 an die Stadt Brüx (Most) verkauft.
Elisabeth von Storch geborene von Rauch (1893–1973), Tochter des Generals der Kavallerie Friedrich von Rauch und seiner ersten Ehefrau Anna geborene von Behr, erbte 1896 von ihrer Mutter das Rittergut Schmoldow bei Greifswald. Als Besitzerin von Schmoldow wurde sie 1945 entschädigungslos enteignet.

## Wappen
Das Wappen der preußischen Familie Rauch zeigt in Blau eine goldene Henkelschale. Auf dem Helm mit blau-goldenen Decken wird die goldene Henkelschale zwischen offenem blauen Flug wiederholt. Die Henkelschale kann als Rauchschale gedeutet werden. Dann wäre es ein redendes Wappen.

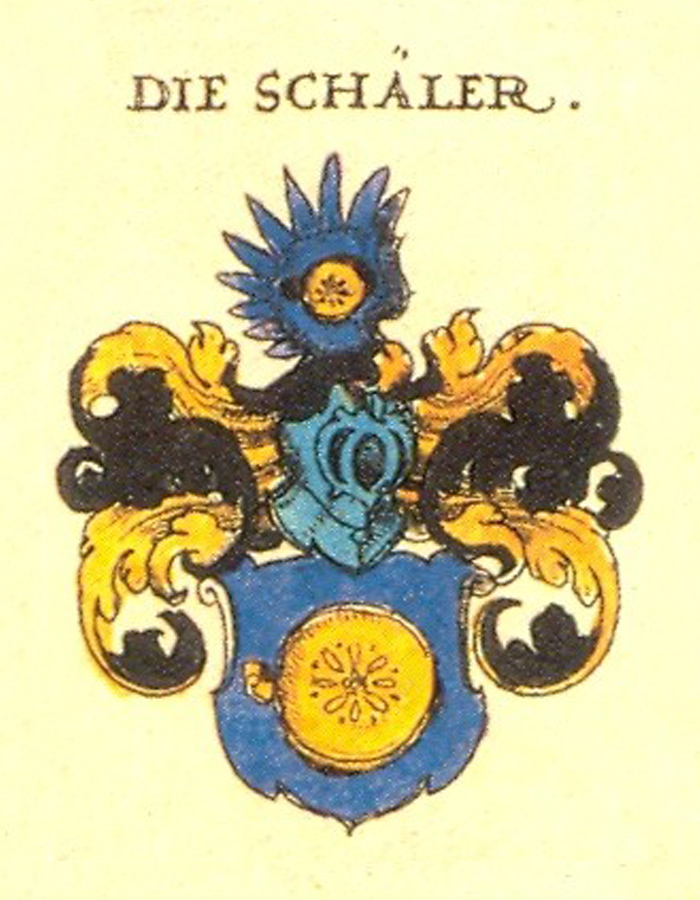
Wappen derer Scheler/Schäler zu Ulm (1605)
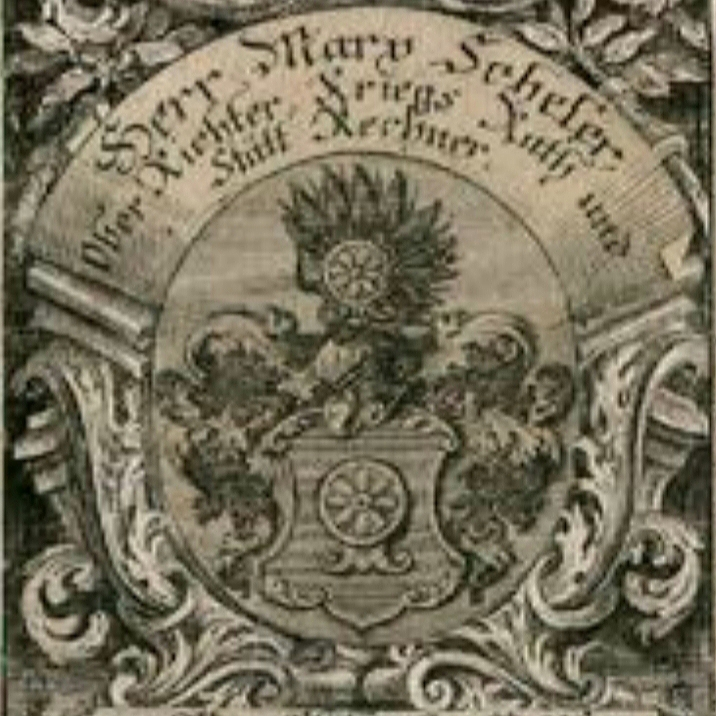
Wappen des Marx Scheler, Ratsherrn zu Ulm (1742)
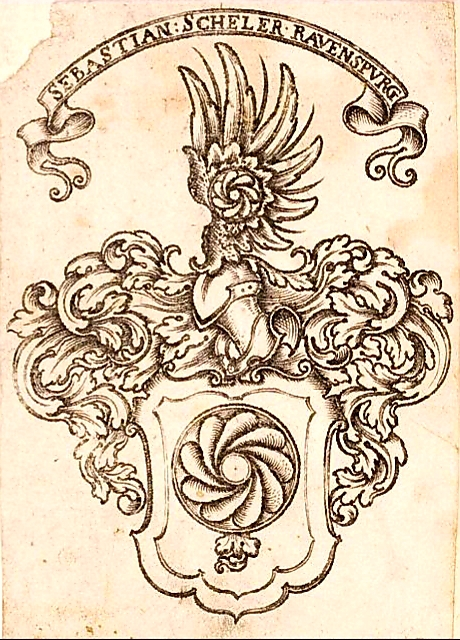
Wappen des Sebastian Scheler (vor 1563–um 1630), Ratsherrn zu Ravensburg
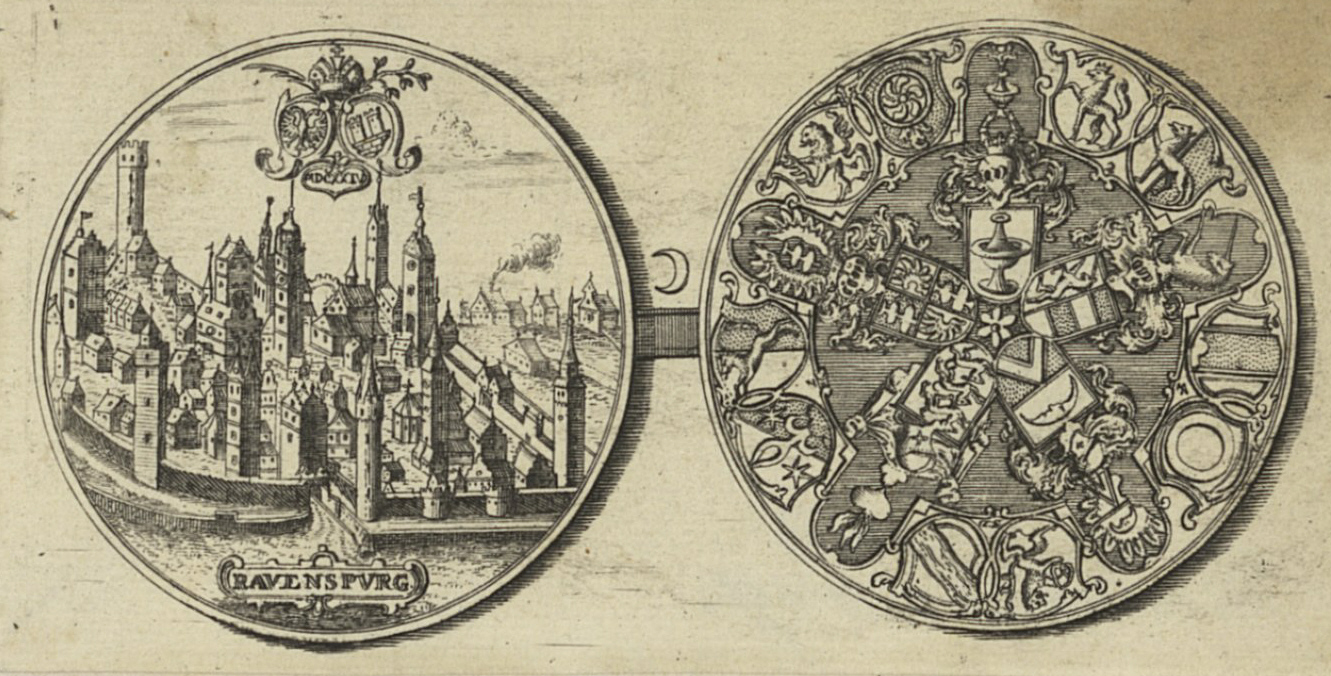
Ratsmedaille „Ravenspurg“ (1624), mit Wappen des Sebastian Scheler
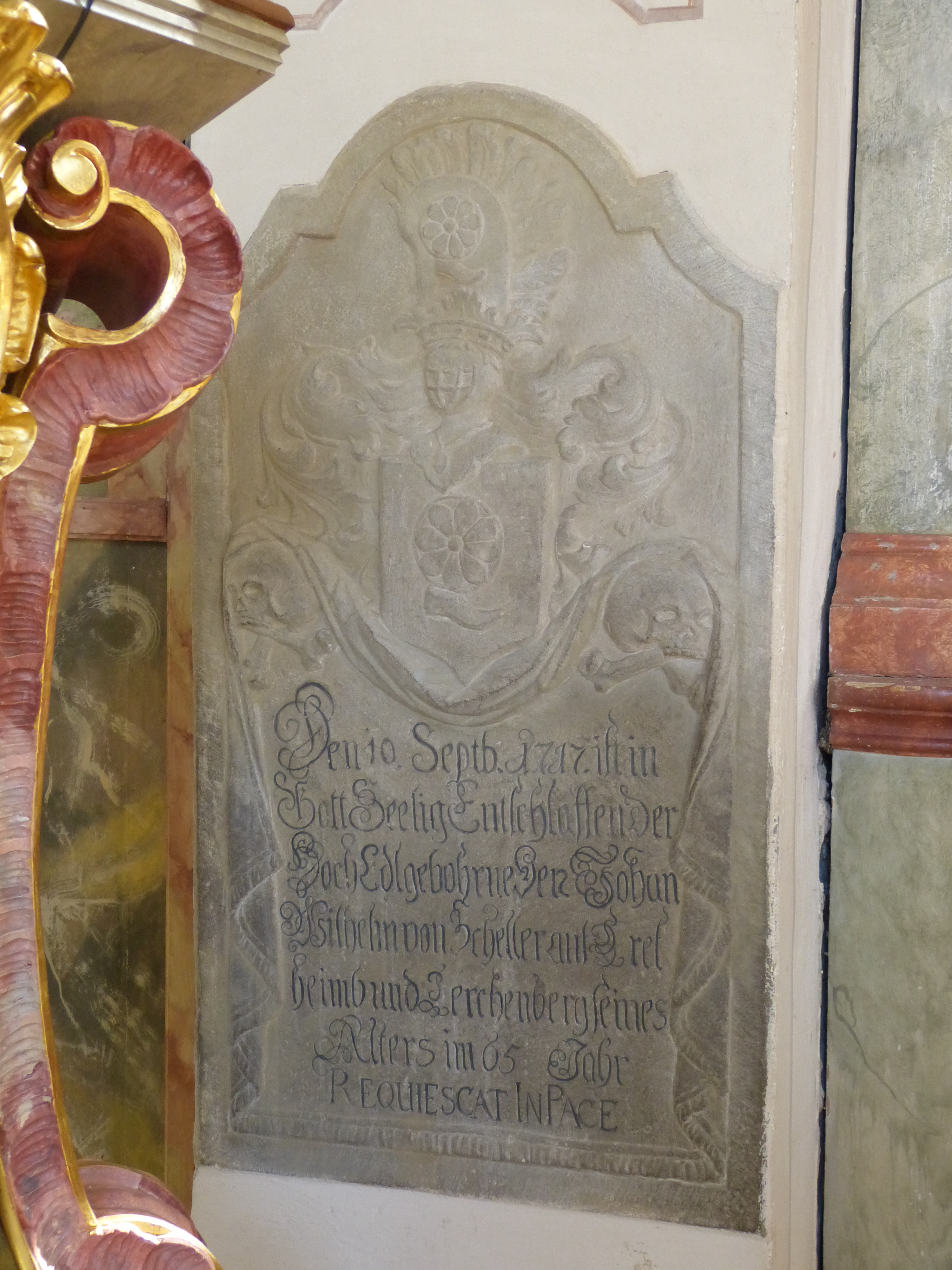
Wappen des Johann Wilhelm von Scheller auf Erkheim und Lerchenberg (um 1652–1717)

Das Rauchsche Wappen entspricht im Wesentlichen dem der Familie Scheler (historisch auch: Schäler, (von) Scheller (auf Erekheimb und Lerchenberg) und Scheler vom Lerchenberg), einem seit dem frühen 15. Jahrhundert in Ulm, später auch in Ravensburg und Augsburg ansässigen Patriziergeschlecht. Der Zweig der Scheler von Erkheim (Scheller von Erkheim) führte es auch im gevierten Wappenschild. Der Scheler-Zweig, dem 1727 der Reichsadel und nachmals der württembergische Grafenstand zuerkannt wurde, führte das Schildbild zu einer gestielten Rose umgedeutet, ebenso wurde es beim Zweig Scheler von Ungershausen (Scheller von Unger(s)hausen) als eine Blume in einem Ring auf einer Kordel falsch verstanden. Eine Stammesverwandtschaft zwischen den Familien Rauch und Scheler konnte bisher nicht nachgewiesen werden. Ob es sich hier auf Grund des gedanklichen Ansatzes zum „redenden Wappen“ (Rauchschale: geeignet bei Rauch bzw. Schale-Schäler-Scheler) nur um eine zufällige Wappenähnlichkeit handelt, oder falls nicht, wie es zu der Wappenübertragung von den Scheler auf die preußischen Rauch gekommen ist, ist bisher nicht geklärt.

## Bekannte Familienmitglieder

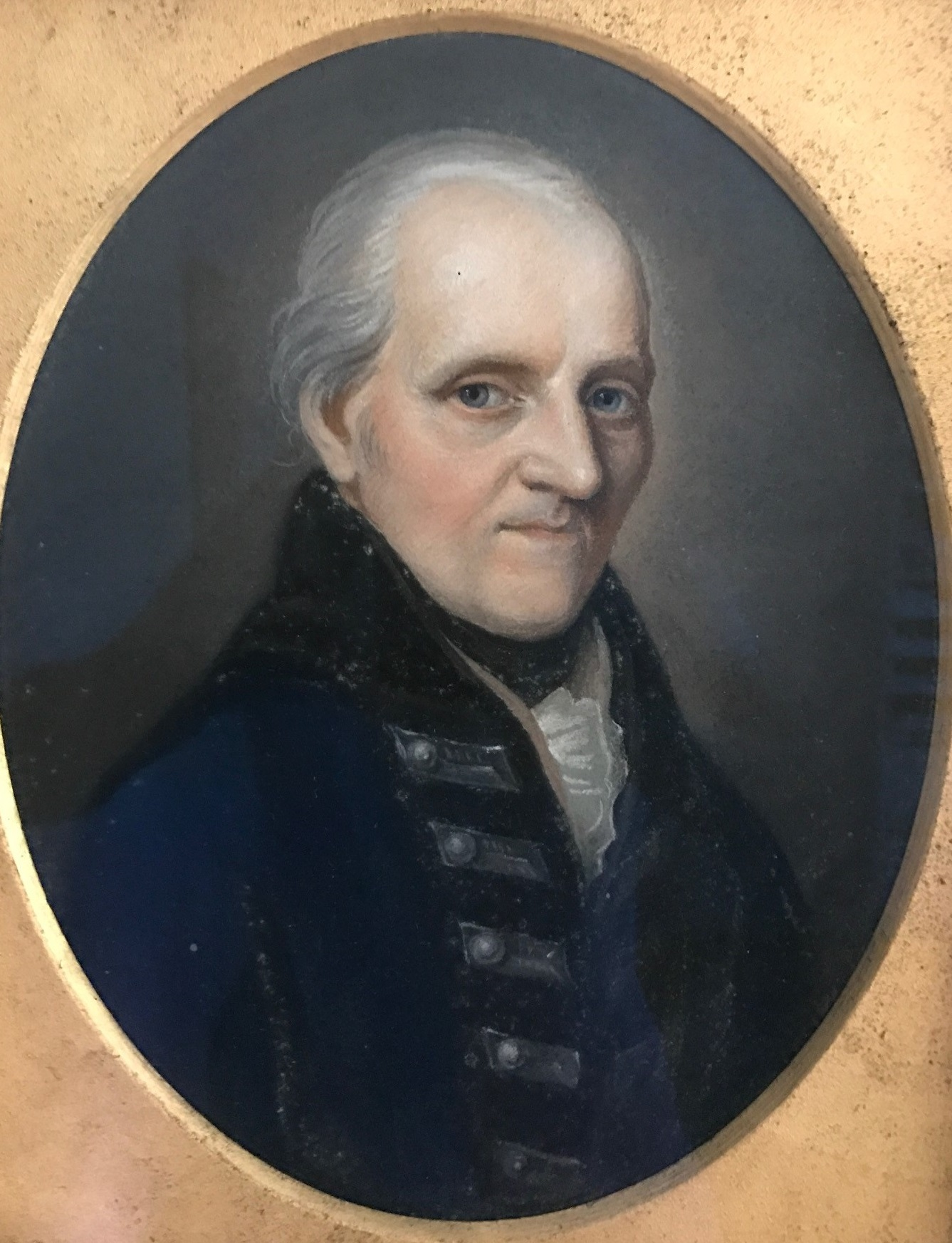
Generalmajor Bonaventura von Rauch (1740–1814)
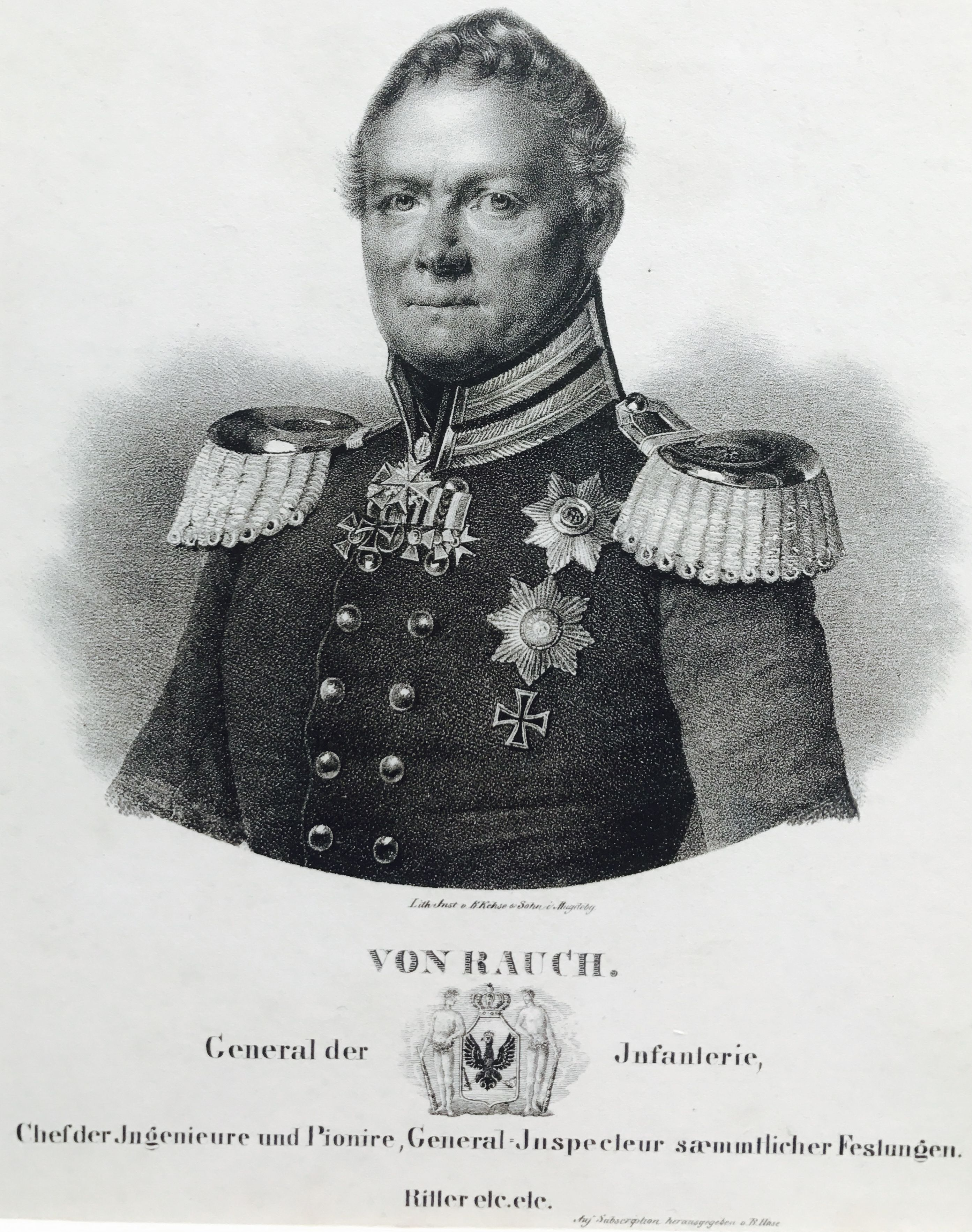
Minister Gustav von Rauch (1774–1841)
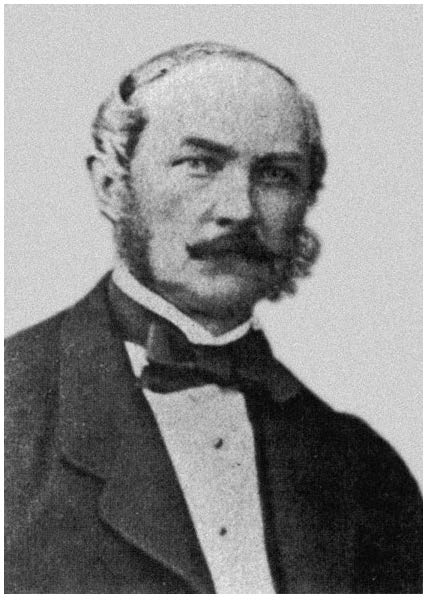
Kammerherr Adolf von Rauch (1805–1877)
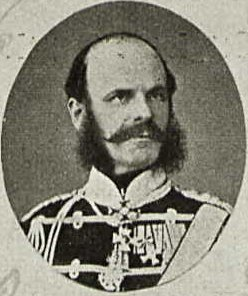
General der Kavallerie Gustav Waldemar von Rauch (1819–1890)
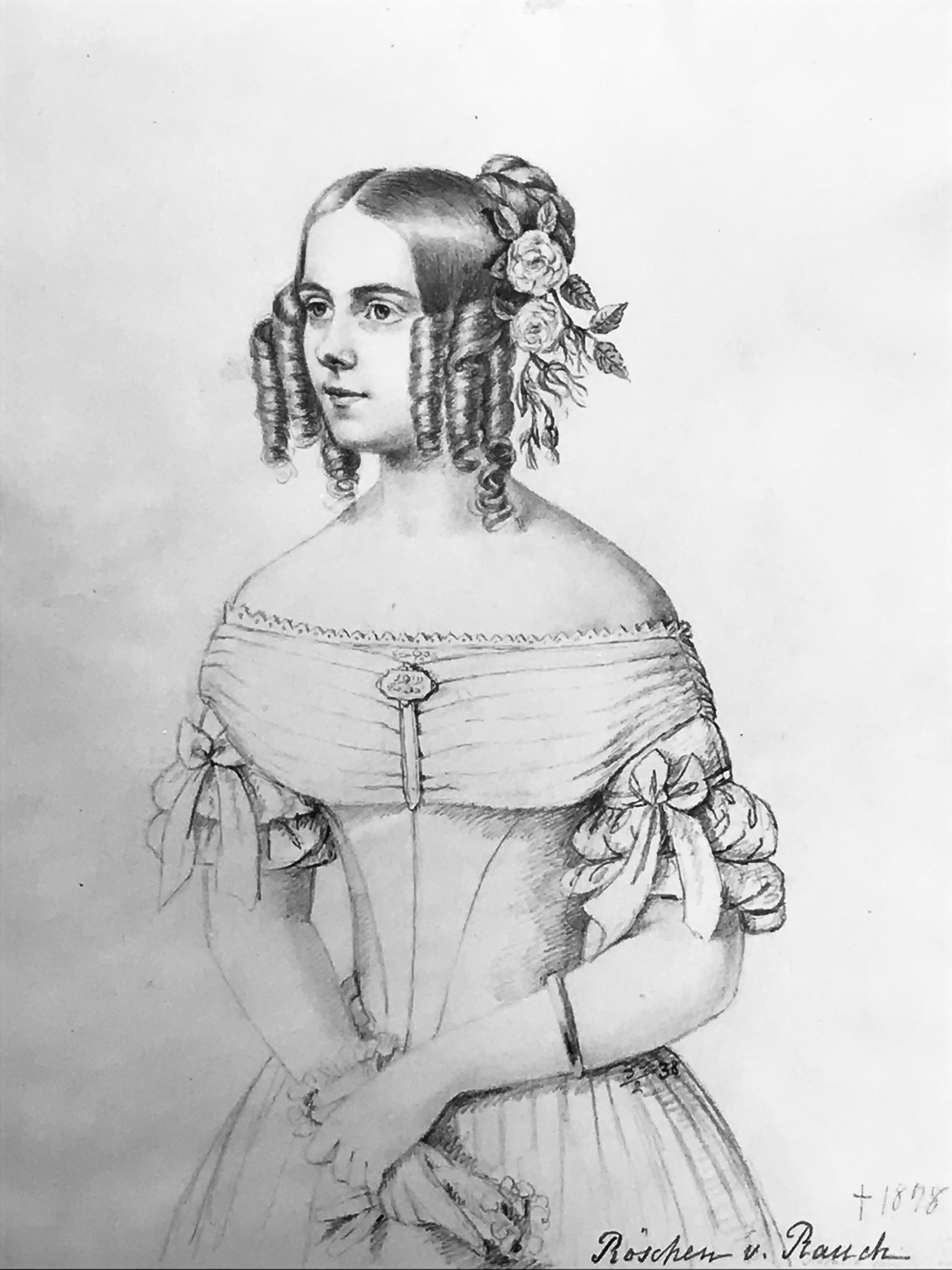
Rosalie Gräfin von Hohenau, geborene von Rauch (1820–1879)
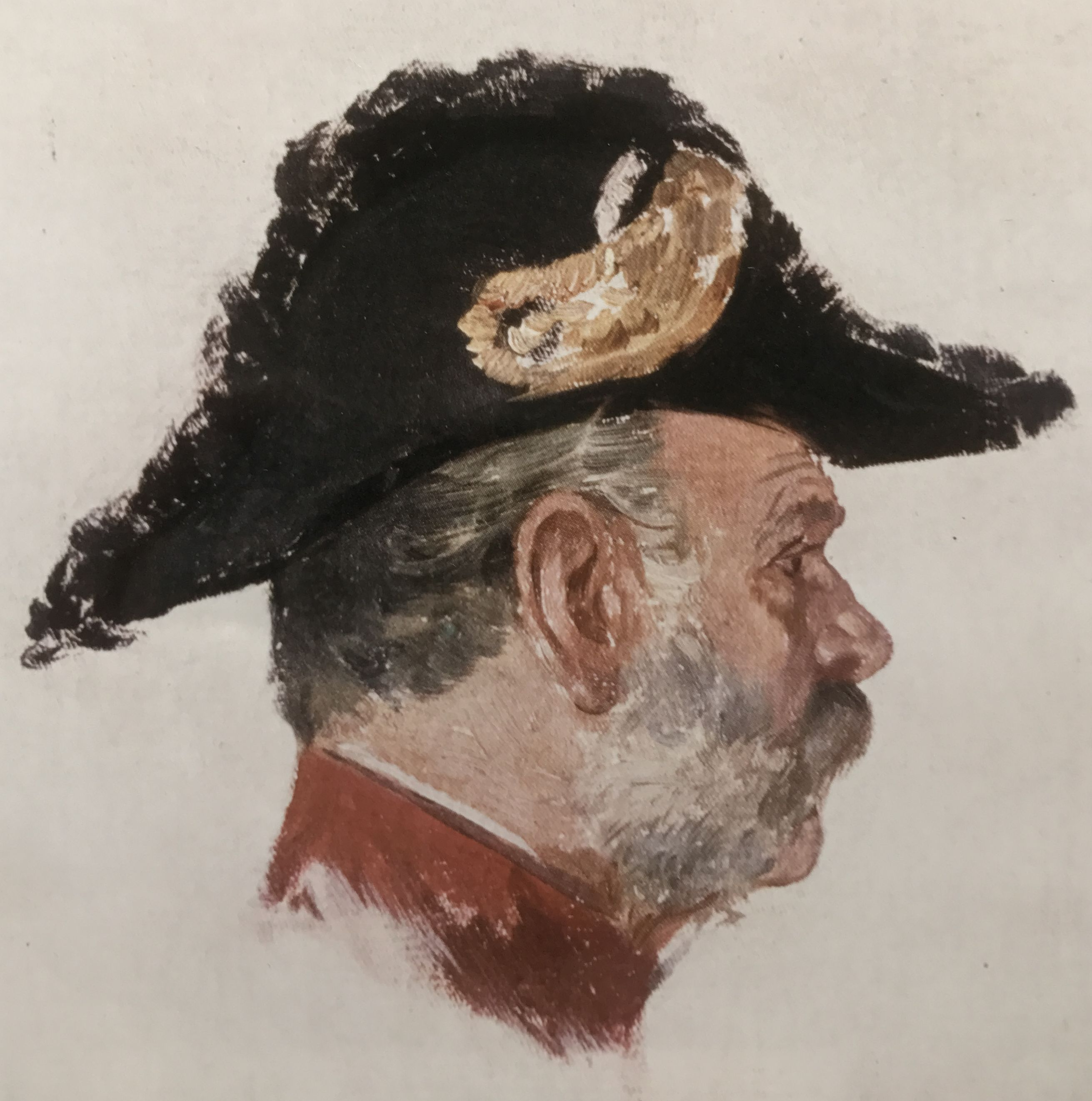
Oberstallmeister Fedor von Rauch (1822–1892)
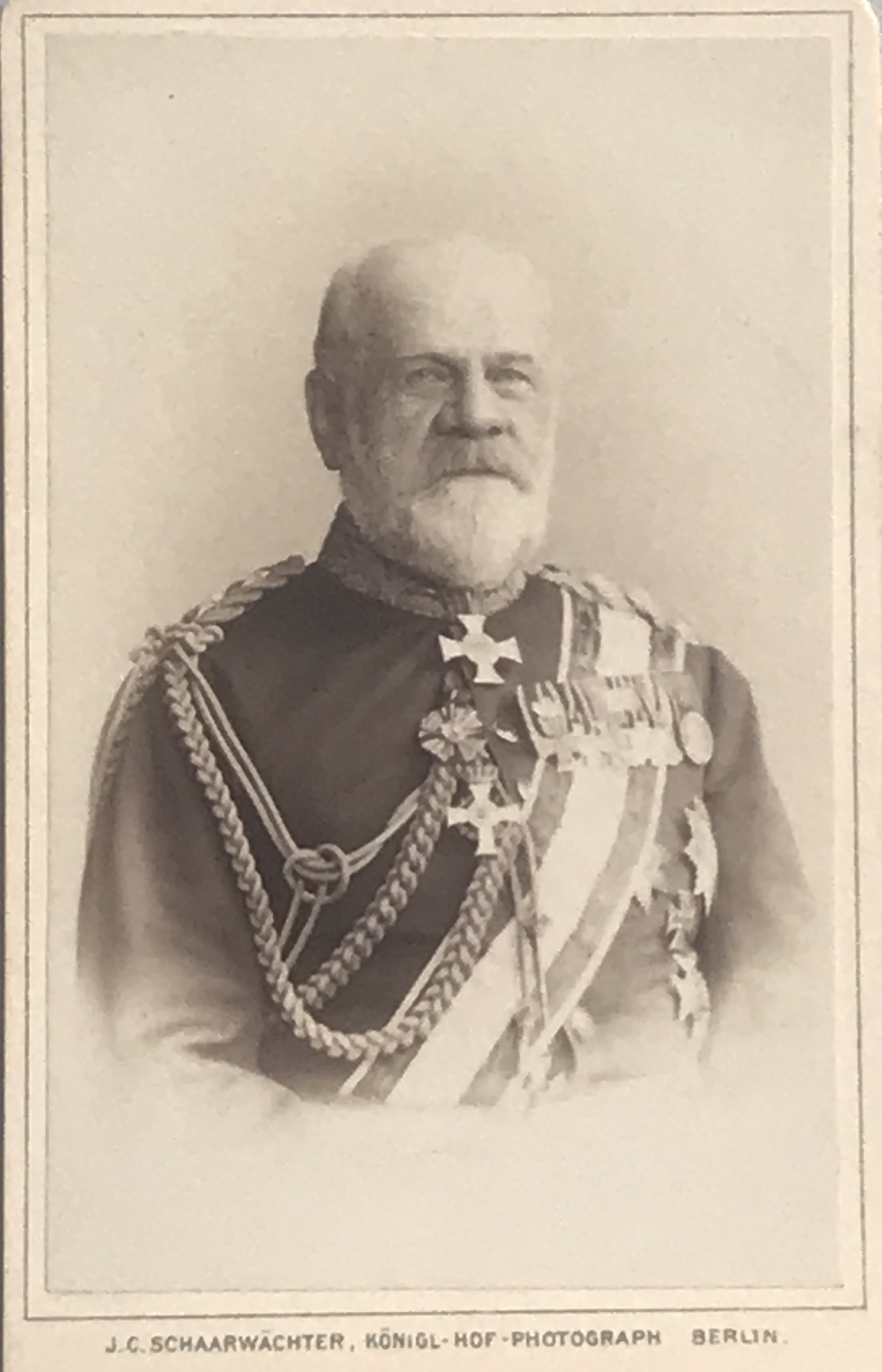
General der Infanterie Albert von Rauch (1829–1901)
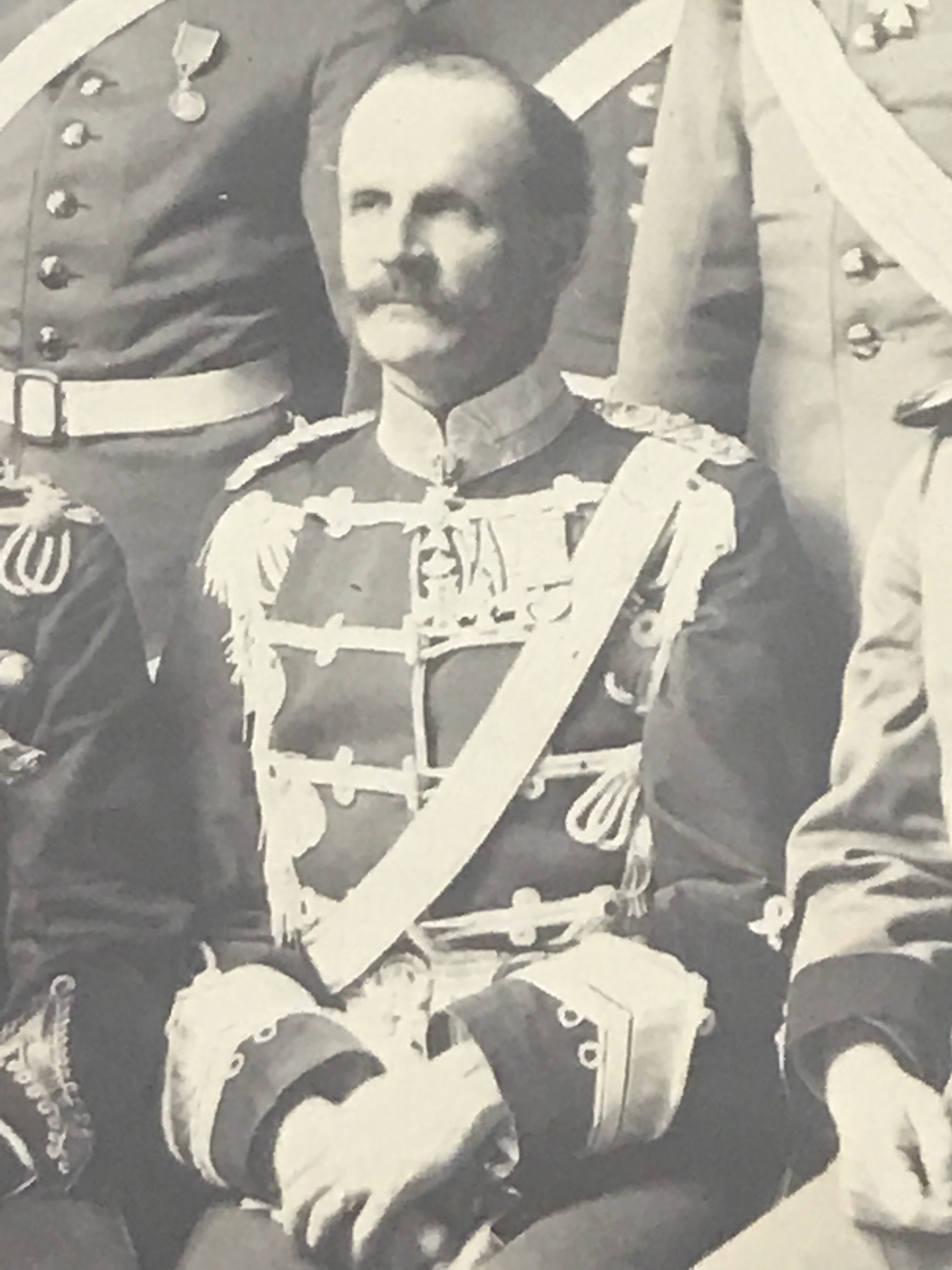
Oberst Nikolaus von Rauch (1851–1904)
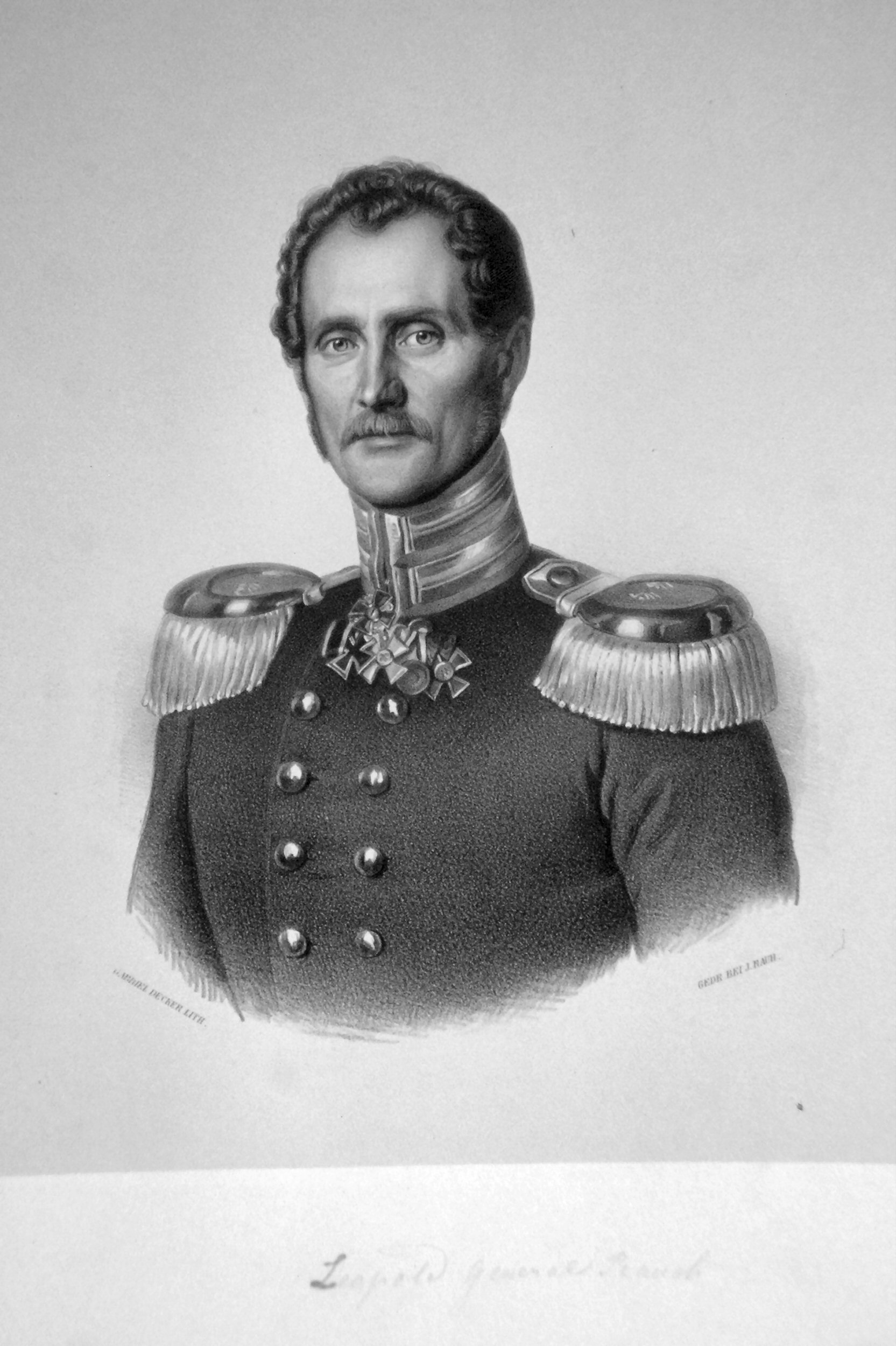
Generalmajor Leopold von Rauch (1787–1860)
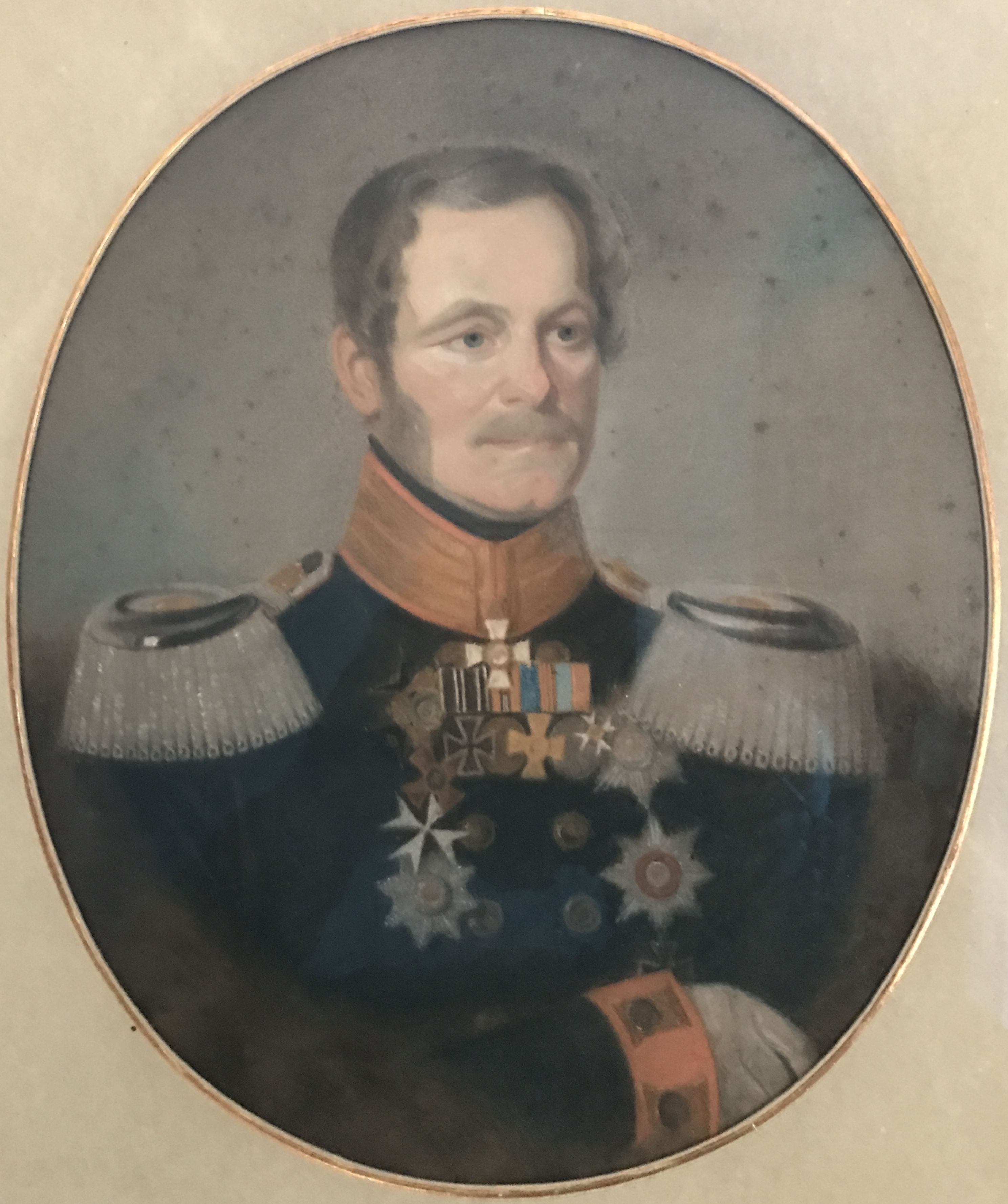
Generalleutnant Friedrich Wilhelm von Rauch (1790–1850)
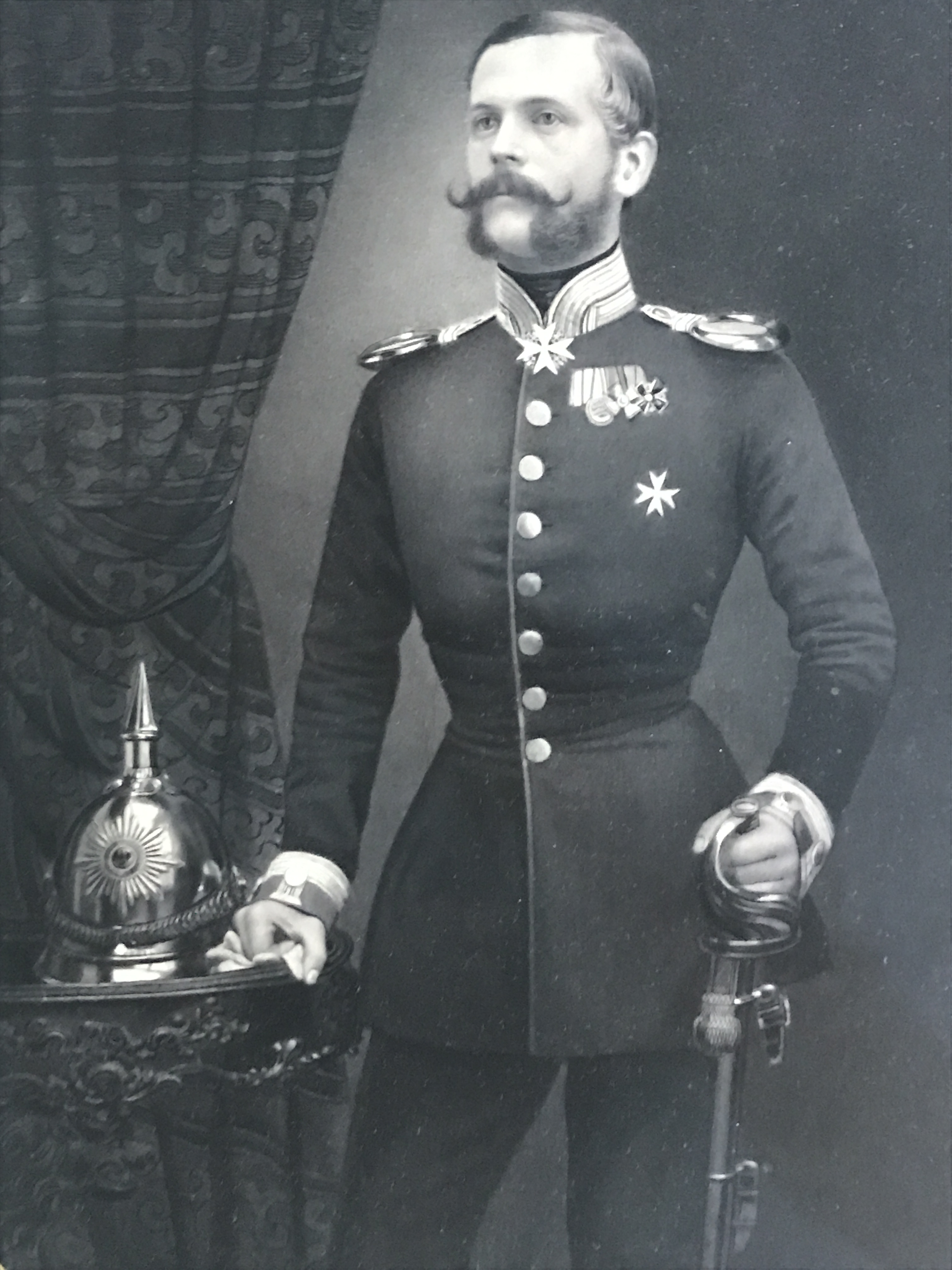
General der Kavallerie Alfred Bonaventura von Rauch (1824–1900)
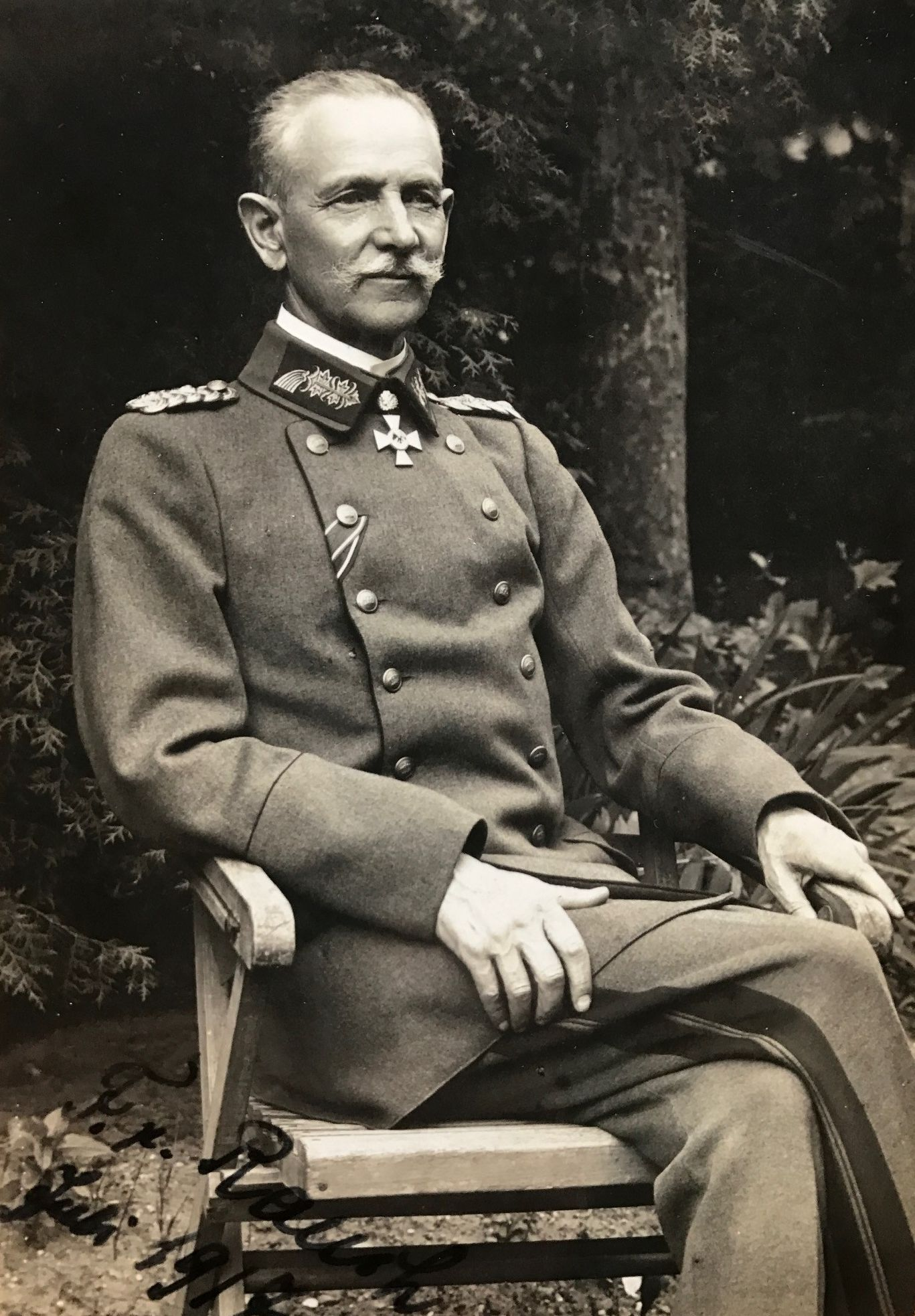
General der Kavallerie Friedrich von Rauch (1855–1935)
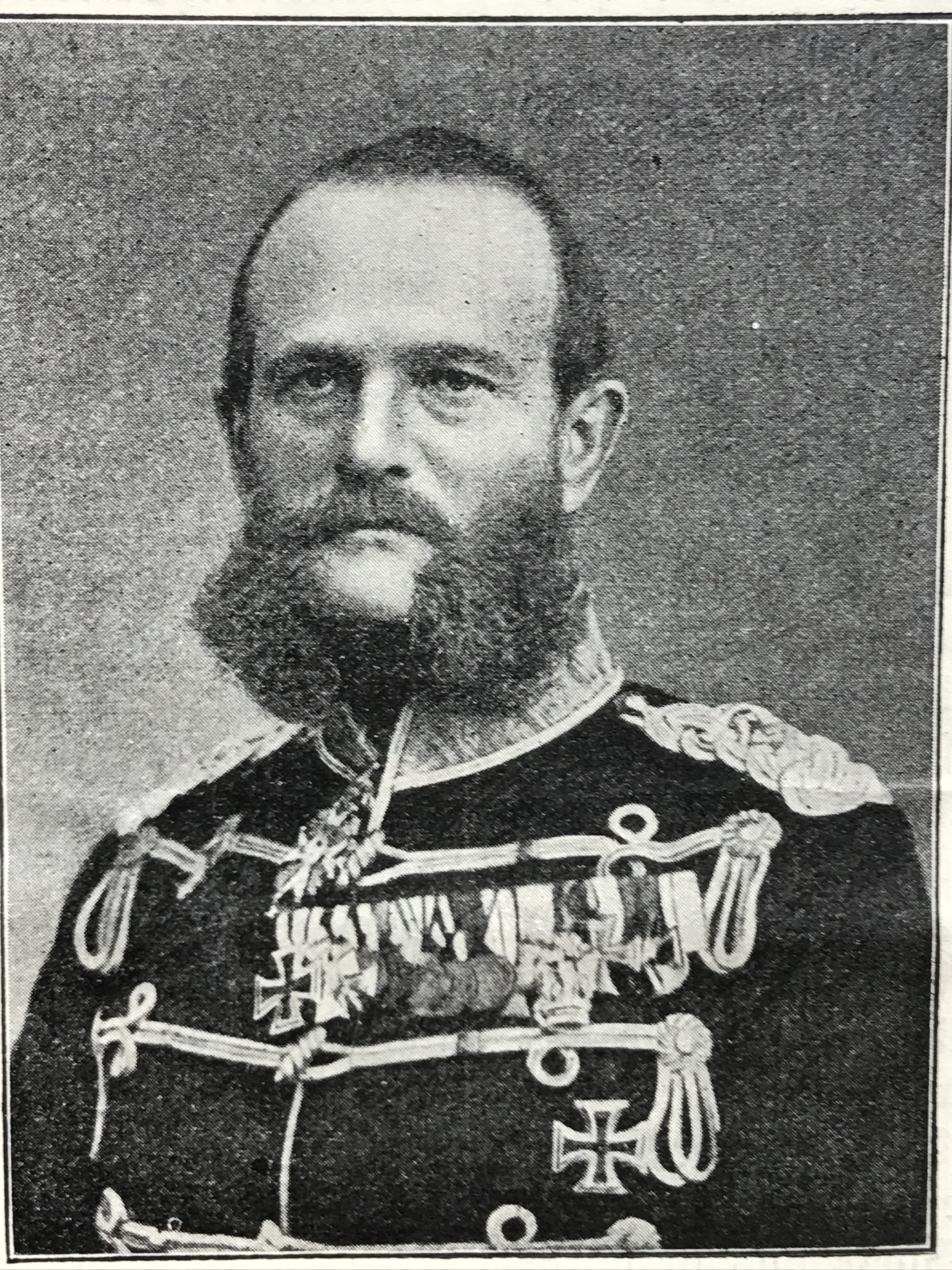
Generalleutnant Friedrich Wilhelm von Rauch (1827–1907)

- Adolf von Rauch (1805–1877), Kammerherr, preußischer Major im Regiment der Gardes du Corps und Vorsitzender der Numismatischen Gesellschaft zu Berlin
- Albert von Rauch (1829–1901), preußischer General der Infanterie und Chef der Landgendarmerie
- Alfred Bonaventura von Rauch (1824–1900), preußischer General der Kavallerie, Generaladjutant der Deutschen Kaiser und Begründer der Berliner Armee-Steeplechase
- Bonaventura von Rauch (1740–1814), preußischer Generalmajor und Direktor der Ingenieurakademie
- Egmont von Rauch (1829–1875), preußischer Oberst und Kommandeur des Husaren-Regiments „von Zieten“ (Brandenburgisches) Nr. 3, Gründer des Sächsisch-Thüringischen Reit- und Pferdezuchtvereins und der Galopprennen in Halle (Saale)
- Fedor von Rauch (1822–1892), Oberstallmeister der Deutschen Kaiser, Wirklicher Geheimer Rat, Vizepräsident des Union-Klubs
- Friedrich von Rauch (1855–1935), preußischer General der Kavallerie und Inspekteur der 1. Kavallerie-Inspektion

- Friedrich Wilhelm von Rauch (1790–1850), preußischer Generalleutnant, Generaladjutant König Friedrich Wilhelms IV. und Militärbevollmächtigter in Sankt Petersburg
- Friedrich Wilhelm von Rauch (1827–1907), preußischer Generalleutnant und Kommandeur der 14. Kavallerie-Brigade
- Friedrich Wilhelm von Rauch (1868–1899), Oberleutnant à la suite des 1. Garde-Regiments zu Fuss, Militärgouverneur und Erzieher der Söhne Kaiser Wilhelms II. und Kaiserin Auguste Viktorias
- Gustav von Rauch (1774–1841), preußischer General der Infanterie, Kriegsminister und Ehrenbürger von Berlin
- Gustav Waldemar von Rauch (1819–1890), preußischer General der Kavallerie und Chef der Landgendarmerie
- Leopold von Rauch (1787–1860), preußischer Generalmajor und Direktor der Allgemeinen Kriegsschule
- Leopold von Rauch (1876–1955), Oberst und Chef der Abteilung Fremde Heere in der Obersten Heeresleitung bzw. der Abteilung T 3 im Truppenamt des Reichswehrministeriums
- Ludovica Freifrau von Stumm-Ramholz geborene von Rauch (1866–1945), Stifterin des Krankenhausgebäudes in Schlüchtern[11]
- Nikolaus von Rauch (1851–1904), preußischer Oberst und Kommandeur der 29. Kavallerie-Brigade
- Rosalie Gräfin von Hohenau geborene von Rauch (1820–1879), erst Hofdame der Prinzessin Marianne von Preußen, dann zweite Ehefrau des Prinzen Albrecht von Preußen

## Erbbegräbnis auf dem Berliner Invalidenfriedhof

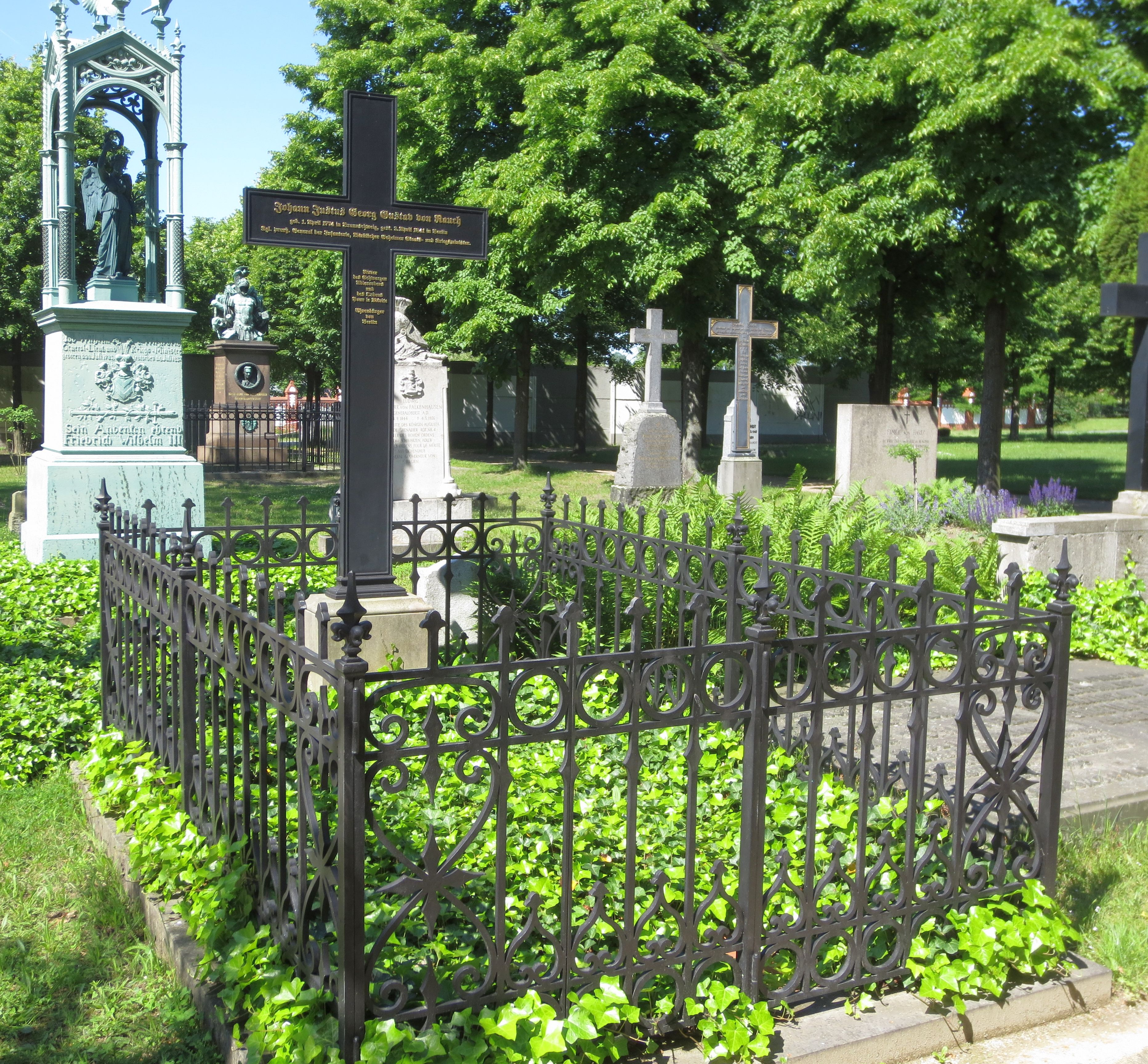
Ehrengrab von Minister und General der Infanterie Gustav von Rauch (2013)
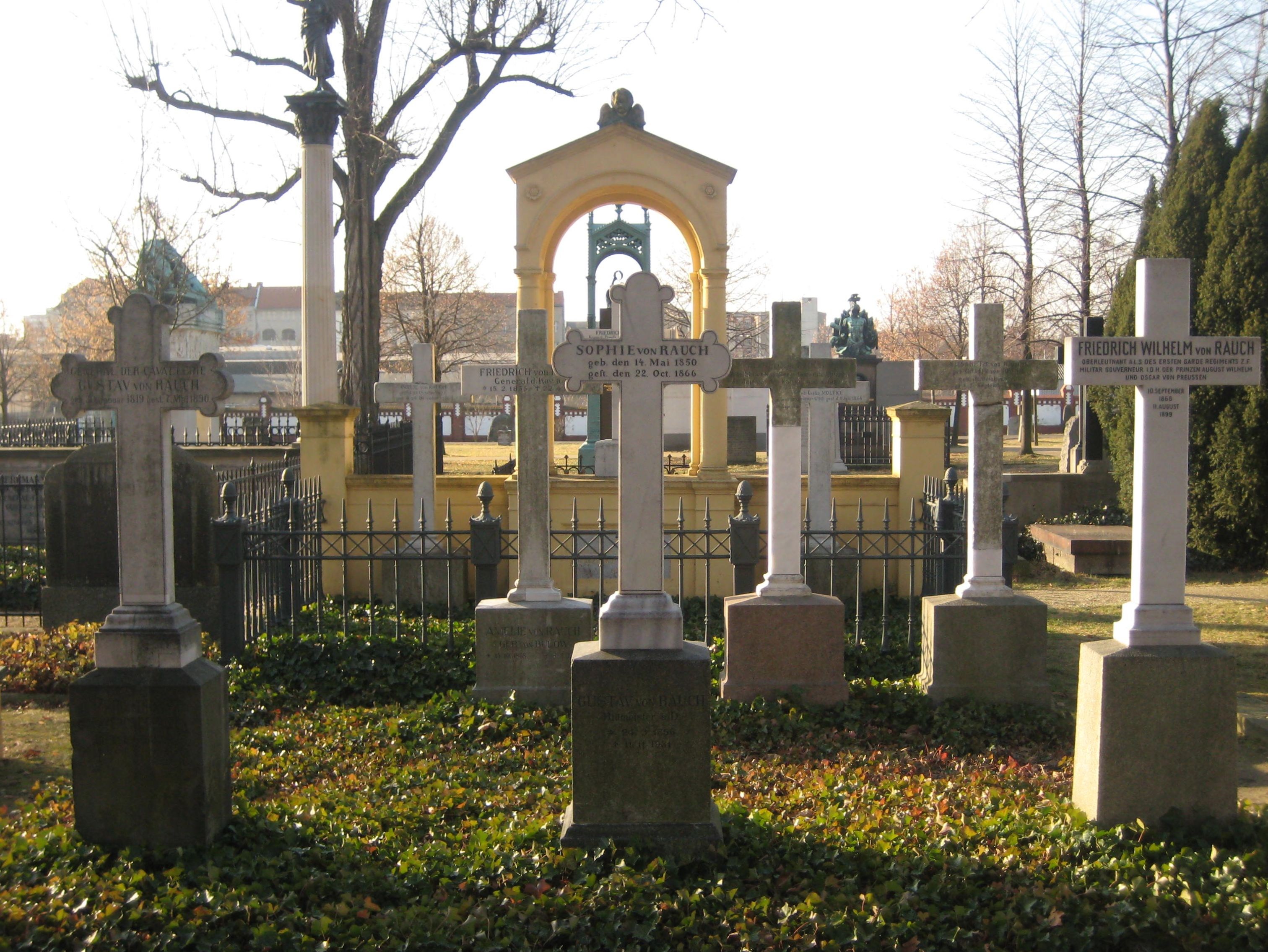
Rauchsches Erbbegräbnis – gestiftet von König Friedrich Wilhelm IV. (2007)
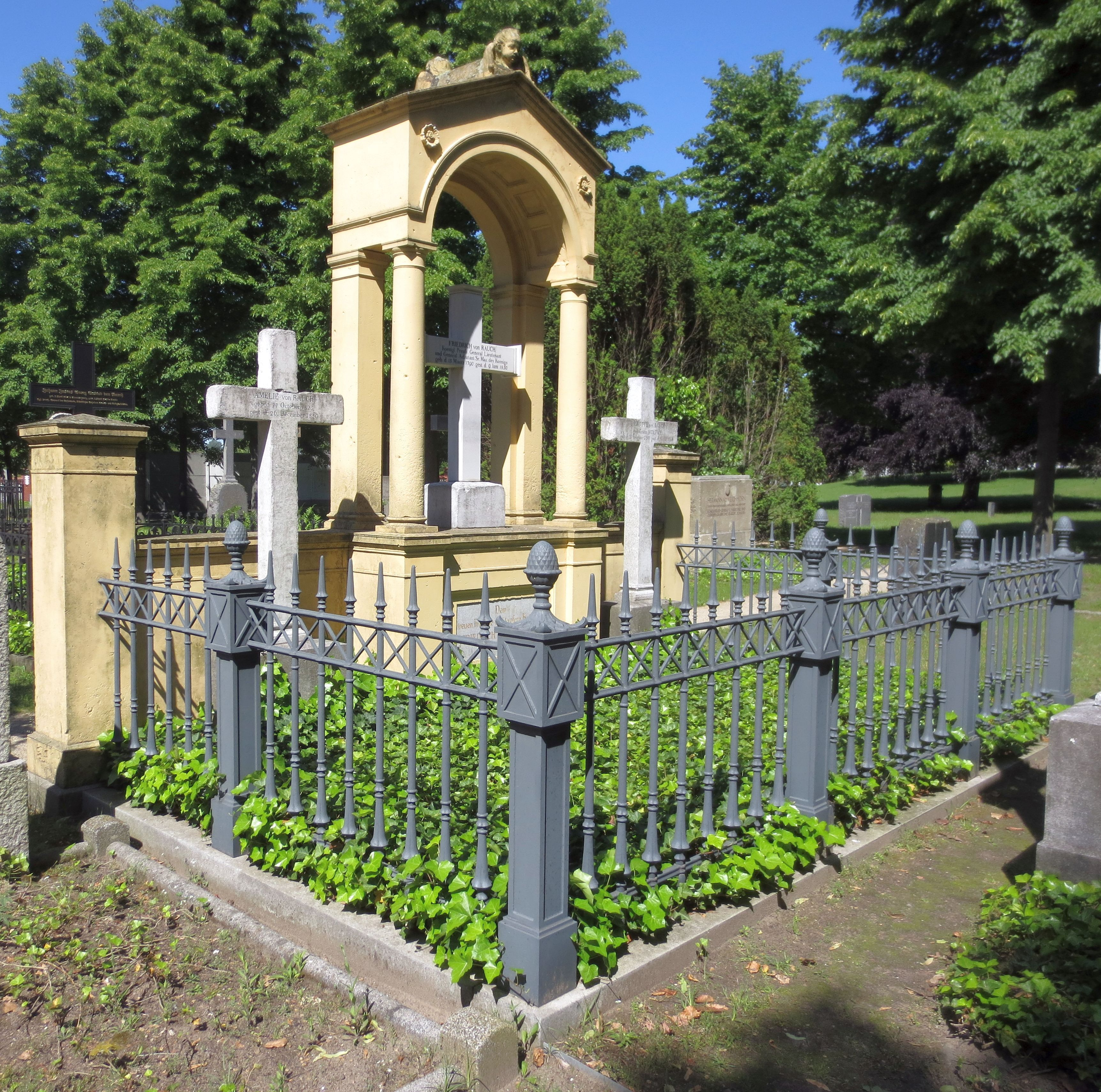
Grabmonument für Generalleutnant Friedrich Wilhelm von Rauch, Mitte hinten Ädikula (2013)
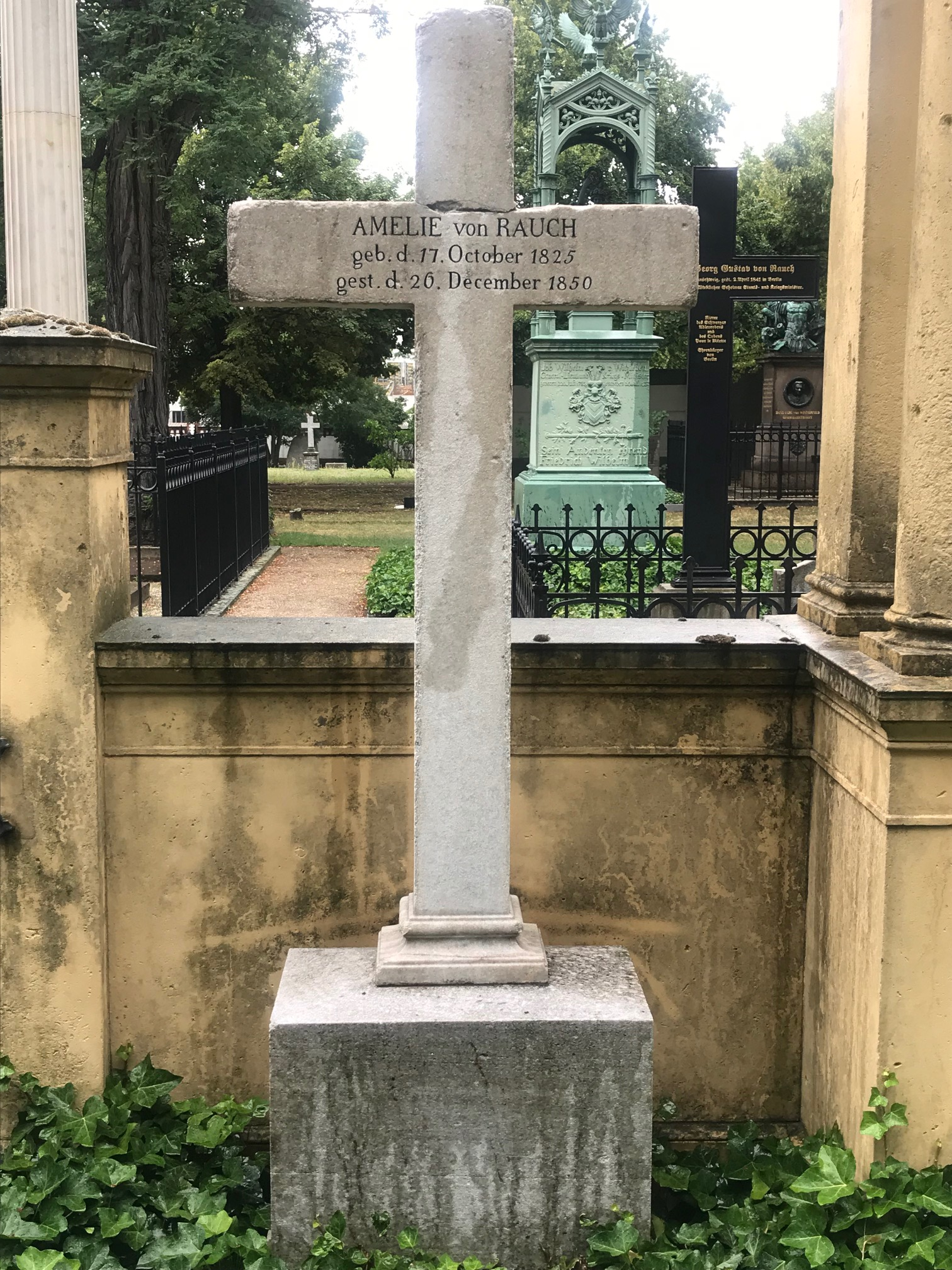
Grabkreuz für Amélie von Rauch, Tochter von Friedrich Wilhelm und Laurette von Rauch
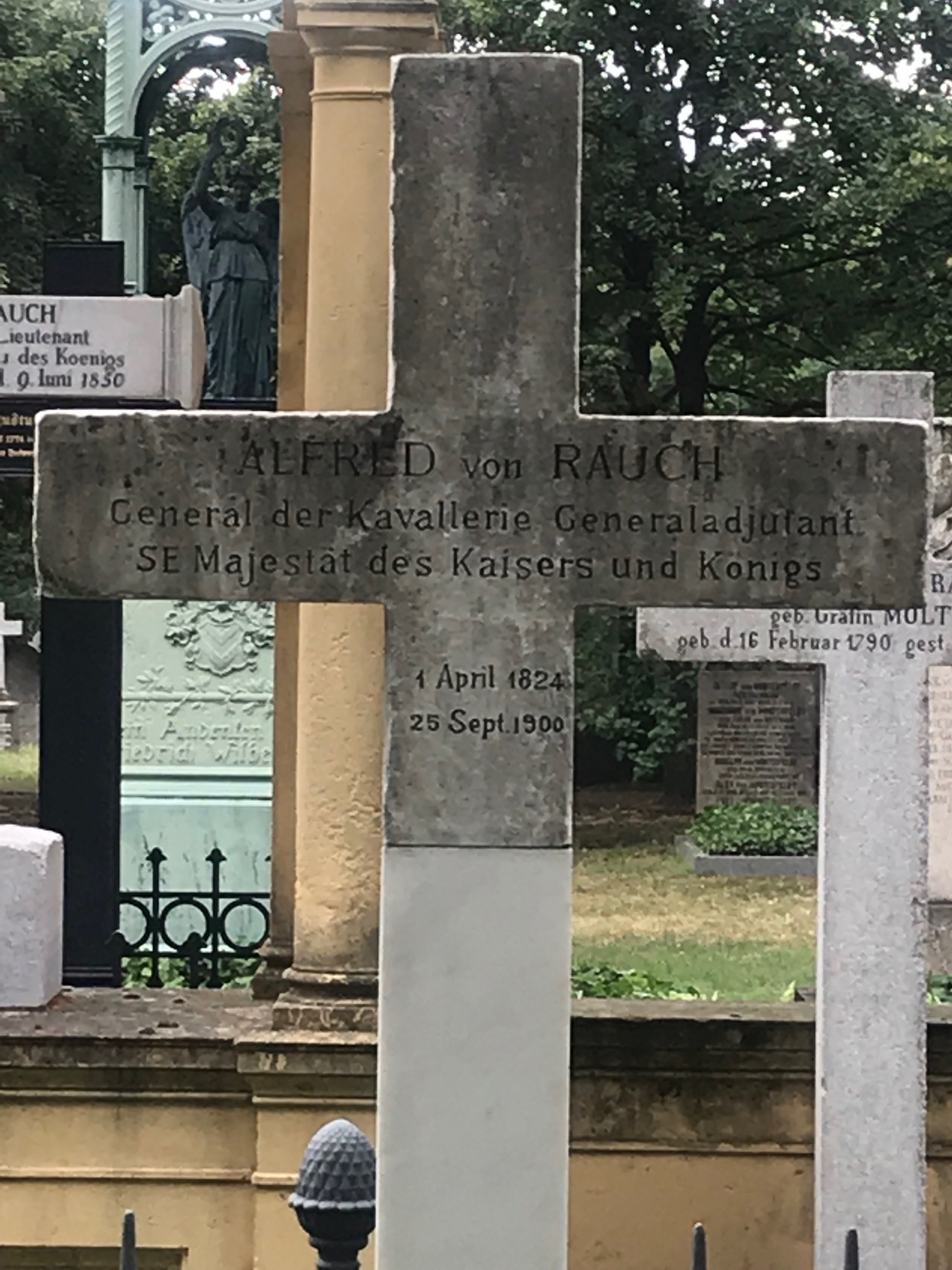
Grabkreuz für General der Kavallerie Alfred Bonaventura von Rauch (2019)
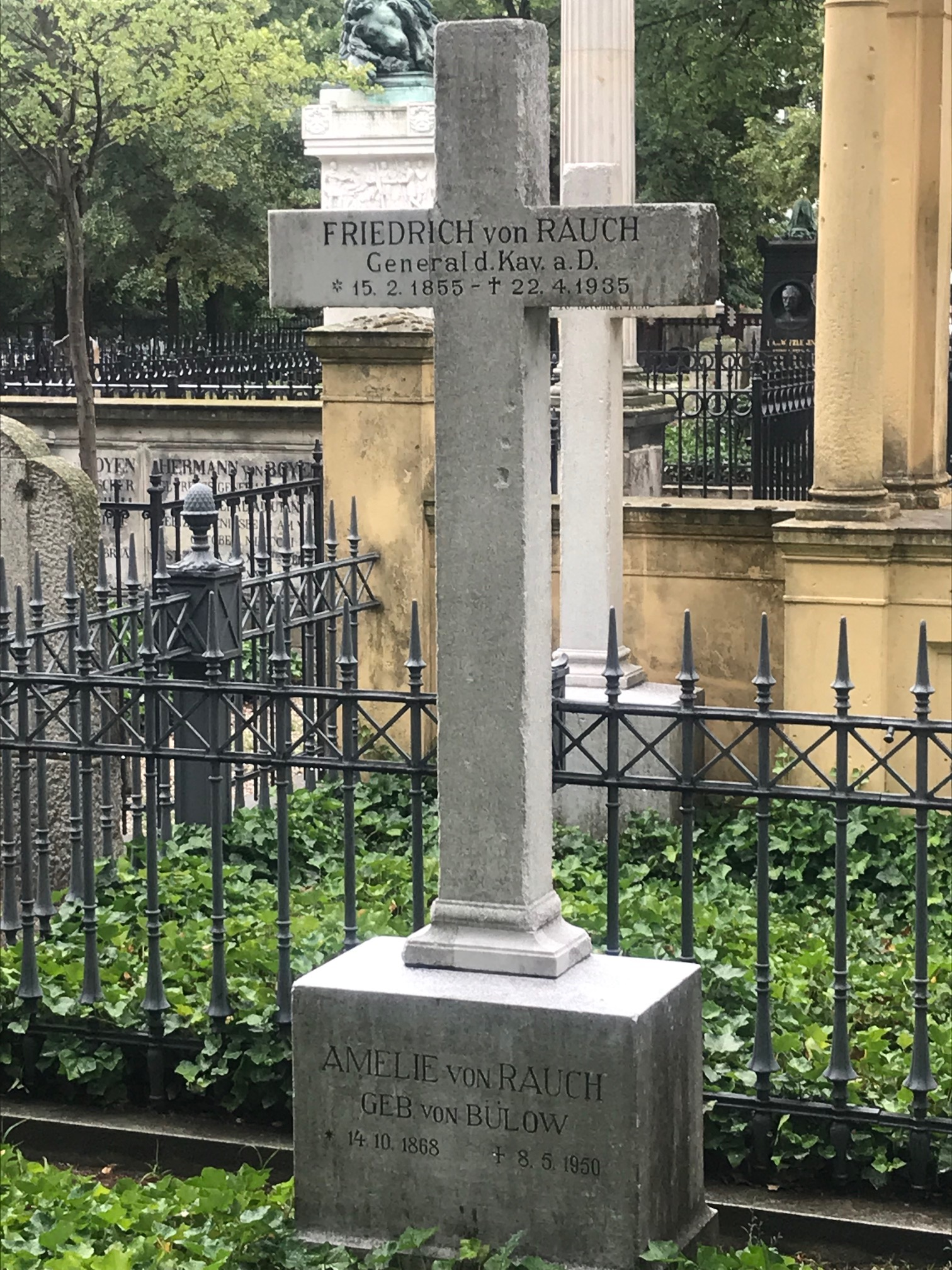
Grabkreuz für General der Kavallerie Friedrich von Rauch und seine Ehefrau Amélie, geb. von Bülow-Gudow (2019)
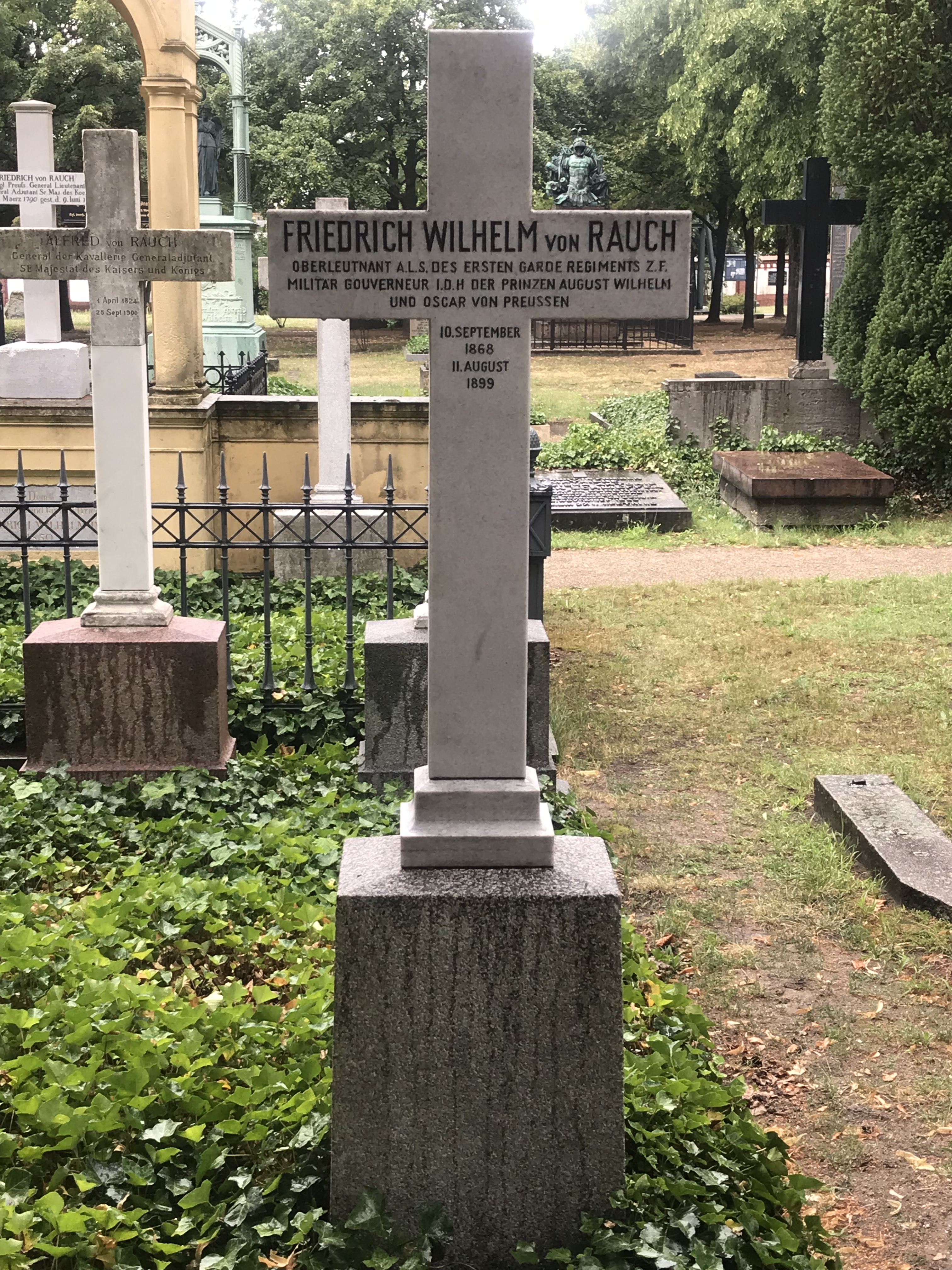
Grabkreuz für Oberleutnant Friedrich Wilhelm von Rauch, Militärgouverneur im Prinzenhaus Plön (2019)

Auf dem Berliner Invalidenfriedhof wurde vor dem Ehrengrab Gustav von Rauchs sein jüngerer Bruder Generalleutnant Friedrich Wilhelm von Rauch, Generaladjutant König Friedrich Wilhelms IV. und Militärbevollmächtigter in Sankt Petersburg, bestattet. Als Stiftung des preußischen Königs und nach einem Entwurf von Friedrich August Stüler – möglicherweise unter Mitwirkung Friedrich Wilhelms IV. – entstand eine Grablege, in welcher neben Friedrich Wilhelm von Rauch seine Ehefrau Laurette, geborene Reichsgräfin von Moltke aus dem Hause Wolde, zwei ihrer Kinder sowie eine Reihe weiterer Rauchscher Generäle und deren Frauen beerdigt wurden. Zwischen 1850 und 1950 fanden hier Familienangehörige aus insgesamt vier Generationen ihre letzte Ruhestätte.
Das Erbbegräbnis der preußischen Rauch, nur wenige Meter von der früheren Berliner Mauer entfernt, ist erhalten und wurde nach 1990 umfassend restauriert. Die Gräber weiterer Familienmitglieder auf dem Berliner Invalidenfriedhof bestehen nicht mehr.

## Gleichnamige Adelsgeschlechter
Neben dem preußischen Adelsgeschlecht Rauch bestanden und bestehen weitere gleichnamige Adelsfamilien. Zu nennen sind die im 16. Jahrhundert in den Adelsstand erhobene kroatische Familie der Freiherren Rauch von Nyék (ungarischer Freiherrenstand von 1763), in Österreich die 1650 geadelte und im 18. Jahrhundert erloschene Familie Rauch von Rauchenberg und die Familie Rauch von Montpredil mit Adelsdiplom aus dem Jahr 1839, die aus dem Lippeschen stammende Familie von Rauch, die 1808 nobilitierte württembergische Familie von Rauch, die 1846 in den Adelsstand erhobene russisch-baltische Familie von Rauch sowie die nach Frankreich und Großbritannien eingewanderte Familie de Rauch. Eine Stammes- oder Wappenverwandtschaft unter diesen gleichnamigen Adelsfamilien konnte bisher nicht nachgewiesen werden. Der 1877 in den preußischen Adelsstand erhobene und kinderlos verstorbene Generalleutnant Gotthilf Ludwig Ferdinand von Rauch (1844–1921) führte das Wappen der österreichischen Rauch von Rauchenberg.

## Weitere Literatur
- Hermann von Redern: Genealogische Nachrichten. Aus den Kirchenbüchern von Spandau, Oranienburg, Seegefeld und Cladow. II. Abtheilung. Krämersche Buchdruckerei (E. R. Brandt), Potsdam 1880. S. 194.
- Heinrich Banniza von Bazan, Richard Müller: Deutsche Geschichte in Ahnentafeln 2. Metzner, Berlin 1942. S. 132 ff.
- Hanns Hubert Hofmann (Hrsg.): Das deutsche Offizierkorps 1860-1960 (Deutsche Führungsschichten in der Neuzeit). Band 11. Harald Boldt Verlag, Boppard am Rhein 1980. S. 177 ff.
- Laurenz Demps: Zwischen Mars und Minerva. Wegweiser Invalidenfriedhof. Ein Verzeichnis der auf dem Invalidenfriedhof zu Berlin noch vorhandenen Grabdenkmale. Verlag für Bauwesen, Berlin 1998. S. 124 ff.
- Birgit Fleischmann: Die Ehrenbürger Berlins. Haude und Spener, Berlin 1993, S. 38 f.
- Eva Börsch-Supan, Dietrich Müller-Stüler, Hrsg. Landesdenkmalamt Berlin: Friedrich August Stüler 1800–1865. Deutscher Kunstverlag, München/Berlin 1997. S. 973.
- Georg Dehio Nachf./Dehio-Vereinigung e. V. (Hrsg.): Handbuch der Deutschen Kunstdenkmäler. Band Berlin, 2. Auflage, Deutscher Kunstverlag, München/Berlin 2000. S. 147.
- René Wiese (Hrsg.): Vormärz und Revolution. Die Tagebücher des Großherzogs Friedrich Franz II. von Mecklenburg-Schwerin. Böhlau Verlag, Köln/Weimar/Wien 2014. S. 225–227.

## Archivalien
- Familie von Rauch. Die Gesamtnachkommenschaft von Bonaventura und Johanna von Rauch. Handschriftliches Manuskript von Oberst a. D. Leopold von Rauch, 1945 (Deutsches Adelsarchiv Marburg)
- Genealogische Sammlung Cuno Freiherr von Rodde. Gesammelte Lebensläufe der Familie von Rauch (Landeshauptarchiv Schwerin)